# 地方三新法
地方三新法（ちほうさんしんぽう）とは、明治時代の日本が制定した3つの地方制度関連法のことである。三新法ともいう。具体的には郡区町村編制法、府県会規則、地方税規則の3つの法令をいう。
これにより明治時代において、全国統一の本格的な地方自治制度が確立したのである。

## 三新法と関連重要諸法
明治11年（1878年）
- 郡区町村編制法[1]
- 府県会規則[2]
- 地方税規則[3]
- 府県官職制[4]

明治13年（1880年）
- 区町村会法[5]

## 各級の関係
- 府・県（府と県とは同格。重要地域の東京、大阪、京都に府を置いた）
  - 郡（旧来の郡を継承。広いものは分割された）
    - 町（旧来の（概ね江戸時代からの）町を継承)
    - 村（旧来の（概ね江戸時代からの）村を継承)

  - 区（都市に置いた。大都市は一つにまとめられず、複数の区に分割された）
    - 町・村など[6]

## 制定に至る経緯
地方三新法が制定された頃は西南戦争は終結に至るも農民一揆が頻発し、また自由民権運動が拡大しつつある社会状況であった。このような中で政局を安定させるためにも地方制度改革が必要不可欠であるとの指摘がひろくなされ、当時内務省で内務卿を務め地方行政の整備に力を入れていた大久保利通により発案されたものである。
具体的には明治11年（1878年）3月11日に大久保利通が三条実美太政大臣に提出した意見書「地方之体制等改正之儀」上申に基き、第2回地方官会議と元老院の審議及び議決を経て制定された。
なお、草案起草は松田道之内務大書記官による。これに井上毅法制官が修正を加えている。

## 制度の概要
江戸時代からの自治の伝統があった町村には自治の実態を認めつつ、戸長を通じて上からの決定を実施させることにした。一つの町村に一人の戸長が原則だったが、実際にはすぐにいくつかの町村を包括する方式に移った。町には町会、村には村会をおいた。戸長は、これら町村会の意思を尊重して府県の知事が任命した。
郡の長は郡長、区の長は区長であった。区には区会をおいた。
府の長は府知事、県の長は県知事であった。府には府会、県には県会をおいた。府県会の議員は、財産ある男子の制限選挙により公選された。府県会は府県の予算と税の徴収に関する議定の権限を持った。

## 近代地方自治のはじまり
地方制度をすべて中央政府の延長にしようとした大区小区制の失敗に対する反省から、一定の地方自治を法定した。ただしその譲歩は大きなものではなく、全体的にみれば集権的な地方制度であった。
特に町村レベルには上からの法定以前に自治があったので、ここでの承認は自治拡大を意味するものではなかった。むしろ、放任から干渉に転換して住民自治を削る試みの一環であった。
もっとも、府県会設置は地方自治と議会制に向けた実質的前進であった。様々な制限があったとしても、各地の府県会が民権派の政府攻撃の拠点となったことは府県会自治が空虚な器でなかったことを意味している。